# Jiroemon Kimura
Jiroemon Kimura (japonês: 木村 次郎右衛門, Hepburn: Kimura Jirōemon) (Kyōtango, Quioto, 19 de abril de 1897 — 12 de junho de 2013) foi um supercentenário japonês, que com a idade de 116 anos, depois da morte de Dina Manfredini, se tornou o Decano da Humanidade.
Em 28 de dezembro de 2012 tornou-se o homem mais velho de todos os tempos. Ao morrer havia completado 116 anos e 54 dias de vida tornando-se legalmente, comprovado em documentos, o homem mais velho que já viveu, figurando na 10.ª posição das pessoas mais velhas de sempre com documentação que prove a idade.
Kimura exerceu a profissão de carteiro e é oriundo de uma família de agricultores. Teve sete filhos, dos quais cinco ainda estavam vivos em 2013, data em que contava 14 netos, 25 bisnetos e outros 14 trinetos.
Segundo Kimura, o seu segredo para a longevidade era a prática de refeições diárias, consistindo em arroz, batatas e abóbora. Tinha o hábito de ingerir pratos leves, parando de comer quando se sente "80% cheio". Não fumava e bebia muito pouco álcool.